# Thore Börjesson
Thore Leif Börjesson (ur. 1 listopada 1924 w Tjärnö, zm. 28 maja 2004 w Strömstad) – szwedzki wioślarz. Reprezentant Szwecji na Letnich Igrzyskach Olimpijskich 1952 w Helsinkach. Na igrzyskach uczestniczył w wioślarskiej ósemce w składzie Lennart Andersson, Frank Olsson, John Niklasson, Gösta Adamsson, Ivan Simonsson, Ragnar Ek, Thore Börjesson, Rune Andersson, Sture Baatz, Szwedzi odpadli w półfinale. 